# Első kongói háború
Az első kongói háború a ruandai népirtás utóhatásaként következett be 1996 és 1998 között.
A Paul Kagame által vezetett RPF csapatai 1996-ban a népirtásban részt vett hutu hadsereg és milicisták üldözése során behatoltak Zairéba, ahol ennek köszönhetően Laurent Kabila több éve zajló felkelése Mobutu Sese Seko diktátor ellen új erőre kapott. Ezt megelőzően, az év elején Kagame amerikai tisztviselőkkel találkozott. Ebben a támadásban Kagame Laurent Kabila szövetségese volt.
Kabila marxista forradalmár volt Kelet-Zairéban, akit üldözött Zaire régóta hivatalban lévő diktátora, Mobutu Szesze Szeko. Kagame támogatást kapott Yoweri Museveni ugandai csapataitól is, akik már az 1980-as évek vége felé behatoltak Kelet-Zairéba északkelet felől. Ez volt az első kongói háború.
1996 novemberben Mobutu zairei elnök, halálbüntetés terhe mellett elrendelte, hogy a tuszik hagyják el Zairet. Ekkor a Zaire Dél-Kivu térségében élő, katonailag szervezett tuszi menekültek, akiket itt banyamulenge néven ismertek, szövetkeztek a tuszi RPF erőkkel az Észak-Kivu térségben élő hutu menekültek ellen, akik viszont az Interahamwe milíciába szerveződtek.
A konfliktus során Kabila, akinek elsődleges célja Mobutu hatalmának megdöntése volt, csapataival Kinshasa felé nyomult és 1997-ben, abban az évben, amikor Mobutu Szesze Szeko meghalt prosztata rákban, elfoglalta Kinshasát és Zaire elnöke lett, amelyet átnevezett Kongói Demokratikus Köztársaságra.
Miután Kabila győzött, nem volt már számára kívánatos a szövetség a tuszi RPF csapatokkal és az ugandai erőkkel, ezért 1998 augusztusában elrendelte mind az ugandai, mind a tuszi ruandai hadsereg kivonását Kongóból. Sem Kagame ruandai tuszi erői, sem Museveni ugandai hadserege nem engedelmeskedett a Kongó elhagyására vonatkozó felszólításnak. Ezzel lerakták a második kongói háború alapját.